# Cirilo Villaverde
Cirilo Villaverde (* 28. Oktober 1812 in San Diego de Núñez, Kuba; † 24. Oktober 1894 in New York City) war ein kubanischer Dichter, Journalist und Freiheitskämpfer.

## Leben
Seit 1840 nahm Cirilo Villaverde an der kubanischen Unabhängigkeitsbewegung gegen die spanische Kolonialmacht teil. Er war Sekretär von Narciso López, der später 1850 und 1851 von den USA Invasionsversuche auf Kuba zur Befreiung von Spanien unternahm, aber an der mangelnden Unterstützung der kubanischen Bevölkerung scheiterte.
1848 wurde Cirilo Villaverde von spanischen Soldaten in seinem Haus verhaftet. 1849 gelang ihm die Flucht in die USA, wo er verschiedene Exil-Zeitschriften als Verleger herausbrachte. Besonders der Roman Cecilia Valdés gilt als eines der wichtigsten Werke der kubanischen Nationalliteratur.

## Werke
- La joven de la flecha del oro y otros relatos. Editorial Letras Cubanas, Havanna 1984.
- El Guajiro.
- Cecilia Valdés o La Loma del Ángel. Cátedra, Madrid 1992, ISBN 84-376-1056-7.
- Diario del rancheador. Editorial Letras Cubanas, Havanna 1982.
- Dos amores. Novela. Editorial Letras Cubanas, Havanna 1980.

## Verfilmungen
- Cecilia, 1981, Regie: Humberto Solas